# Microcyclops karvei
Microcyclops karvei – gatunek widłonoga z rodziny Cyclopidae. Nazwa naukowa tego gatunku skorupiaków została opublikowana w 1935 roku przez niemieckiego zoologa F. Kiefera i angielskiego parazytologa V.N. Moorthy’ego pracującego w Indiach.